# King Records (Nhật Bản)
King Records Co., Ltd. (キングレコード株式会社 Kingu Rekōdo Kabushiki gaisha) là một công ty giải trí của Nhật Bản được thành lập vào tháng 1 năm 1931 với tư cách là một chi nhánh của nhà xuất bản Nhật Bản Kodansha. Ban đầu nó bắt đầu hoạt động như một thực thể độc lập vào thập niên 1950. Sau đó, nó trở thành một phần của Tập đoàn Otowa. Ngày nay, King Records là một trong những công ty thu âm lớn nhất Nhật Bản thuộc sở hữu của một tổ chức đa quốc gia. Trụ sở chính ở Bunkyo, Tokyo.

## Nghệ sĩ
- Bolbbalgan4[1]
- Stomu Yamashta
- Matenrou Opera
- Inoran
- Kana Uemura
- Nogod
- Takeshi Terauchi
- Miho Nakayama
- Hiroko Moriguchi
- AKB48 (You, Be Cool!)
- Tomomi Itano
- Atsuko Maeda
- Yuki Kashiwagi (AKB48)
- Momoland[2]
- Miss Monochrome
- Aice5 (Evil Line)
- Earphones (Evil Line)
- Hypnosis Mic (Evil Line)
- Otsuki Miyako

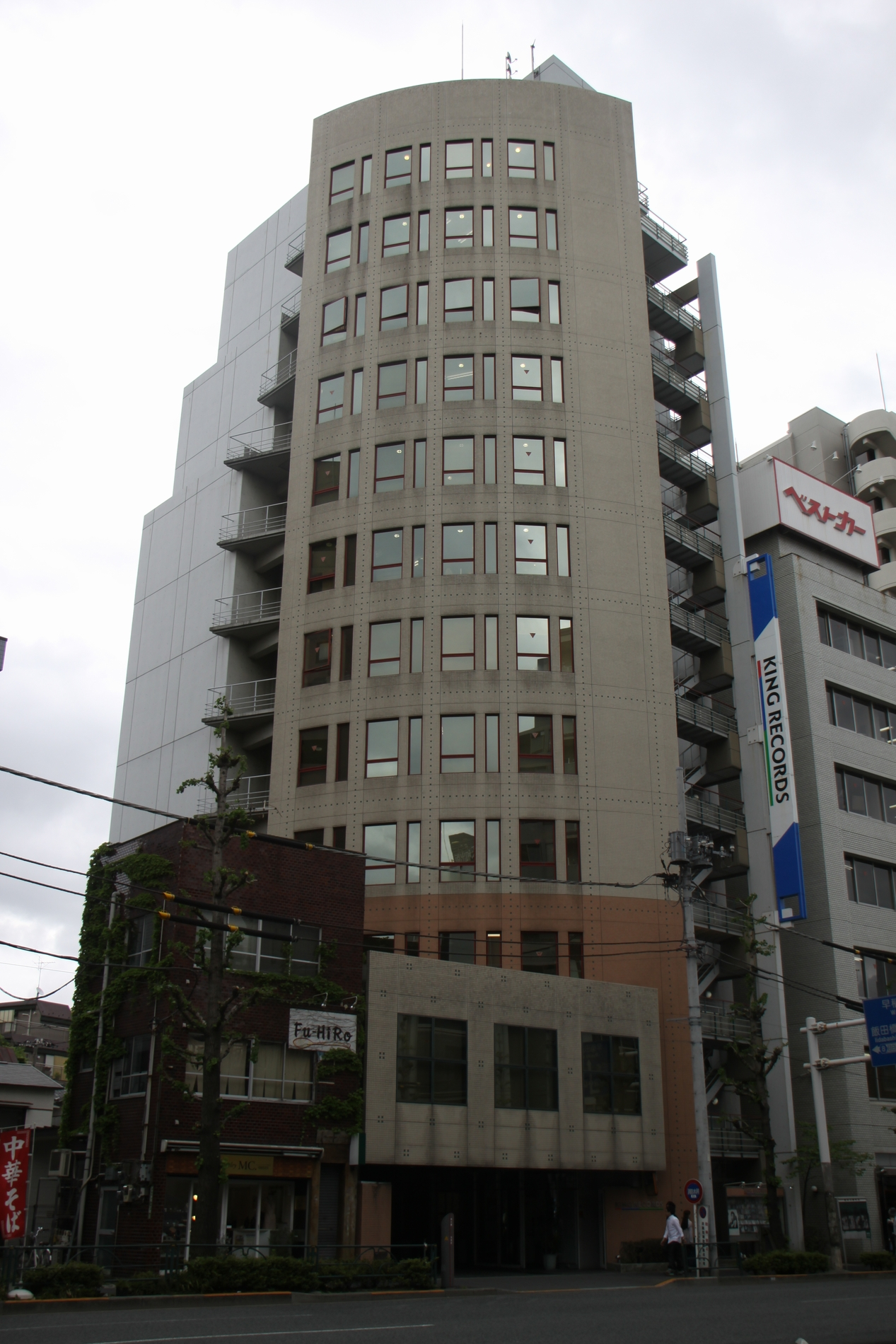
Trụ sở chính của King Records.

- Momoiro Clover Z (Evil Line, trước đây là Starchild)
- Meg (Evil Line)
- Lynch.
- Theatre Brook
- Haruka Fukuhara
- Sawa (Bellwood)
- Park Junyoung
- Hiroki Nanami
- Jan Linton
- Rock A Japonica (Evil Line)
- Senri Kawaguchi
- Block B[3]
- Yuki Uchida
- Nana Mizuki (King Amusement Creative)
- Mamoru Miyano (King Amusement Creative)
- Suneohair (King Amusement Creative)
- Ryoko Shiraishi (King Amusement Creative)
- Angela (King Amusement Creative)
- Ai Nonaka (King Amusement Creative)
- Yoko Takahashi (King Amusement Creative)
- Soichiro Hoshi (King Amusement Creative)
- Sumire Uesaka (King Amusement Creative)
- Inori Minase (King Amusement Creative)
- Shouta Aoi (King Amusement Creative)
- Yui Ogura (King Amusement Creative)
- Satomi Sato (King Amusement Creative)
- Yuuma Uchida (King Amusement Creative)
- Yui Horie (King Amusement Creative)
- Niji no Conquistador (King Amusement Creative)
- B2takes! (King Amusement Creative)
- AMATSUKI

## Cựu nghệ sĩ
- Alice Nine (2005–2010; chuyển sang Tokuma Japan Communications)
- CHAGE and ASKA (1985–1999; chuyển sang Toshiba EMI)
- Eri Kitamura (2011–2016; chuyển sang TMS Music)
- GFriend (2018–2021)
- Kagrra,
- Masumi Asano
- Mikako Komatsu (2012–2016; chuyển sang Toy's Factory)
- Megumi Hayashibara (1991–2019; tự do)
- Masami Okui (1993–2004; chuyển sang Geneon cho đến năm 2011 khi cô ký hợp đồng với Lantis)
- Azusa Michiyo
- Minori Chihara (2004)
- Neko Jump (2006–2011; cựu đối tác nước ngoài của Kamikaze)
- Sound Horizon (chuyển sang Pony Canyon)
- the pillows (1994–2006; chuyển sang Avex Trax)
- the GazettE (2005–2010; chuyển sang Sony Music Japan)
- TWO-MIX (1995–1998; chuyển sang Warner Music Japan)
- YuiKaori
- Yui Sakakibara (chuyển sang 5pb. Records)
- Yukari Tamura
- Yuko Ogura